# Lophocampa texta
Lophocampa texta là một loài bướm đêm thuộc phân họ Arctiinae, họ Erebidae.